# Unternehmen Rosebud
Unternehmen Rosebud (OT: Rosebud) ist ein US-amerikanischer Polit-Thriller, der 1975 unter der Regie von Otto Preminger gedreht wurde. Der Film, der auf dem gleichnamigen Roman von Paul Bonnecarrère und Joan Hemingway basiert, lief ab dem 25. April 1975 in den deutschen Kinos.

## Handlung
Fünf junge Mädchen wollen auf der Motorjacht „Rosebud“ eine Mittelmeerreise antreten. Das Schiff gehört Charles-André Fargeau, Chef eines Konzerns, dessen Enkeltochter Sabine die Mädchen zu der Kreuzfahrt eingeladen hat. Mit Hilfe eines Besatzungsmitglieds gelangen Mitglieder der palästinensischen Terroristengruppe „Schwarzer September“ auf das Schiff und verschleppen die Frauen. Die CIA schaltet sich ein und setzt den britischen Undercover-Agenten Larry Martin auf die Entführer an.

## Kritiken
- Lexikon des internationalen Films: Spannungsloser Agenten- und Politthriller voller Klischees. Leichtfertig und tendenziös nimmt der Film den Polit-Terrorismus in Anspruch für nervenkitzelnde Unterhaltung in Verbindung mit parodiehaftem Agentenkintopp.[1]

- Hans-Christoph Blumenberg, Die Zeit: Es gibt keinen einzigen Spannungseffekt in diesem wahnwitzig wirren, konsequent langweiligen Film.[2]